# Efate
Efate je otok u Vanuatuu provinciji Shefa. Poznat je i kao Île Vate, te je najnaseljeniji otok Vanuatua (oko 50.000 stanovnika), te je po površini treći najnaseljeniji otok Vanuatua. Većina stanovništva živi u Port Vili, glavnom gradu Vanuatua. Najviši vrh je Mount McDonald (647 m).
Za vrijeme Drugog svjetskog rata na Efateu je bila važna vojna baza.

## Vanjske poveznice
- Jezici na Efateu  Arhivirana inačica izvorne stranice od 22. srpnja 2012. (Wayback Machine)